# Феоктист (Бромцев)
Феокти́ст (в миру Фео́дор Бори́сович Бро́мцев; 1767—1831) — архимандрит Спасо-Каменного монастыря Вологодской епархии и Отроч монастыря Тверской епархии Русской православной церкви, педагог и ректор Краснохолмского и Тверского уездных духовных училищ РПЦ.

## Биография
Родился в 1767 году в семье дьячка села Шерманки, Пошехонского уезда, Ростовской епархии. С 1783 по 1793 год он обучался в Вологодской духовной семинарии.
С 1793 по июль 1797 года он был певчим в вологодском архиерейском доме. 19 сентября 1797 года он был принят в Александро-Невскую академию, где по март месяц 1799 года слушал богословие и греческий язык и одновременно исполнял должность инспектора.

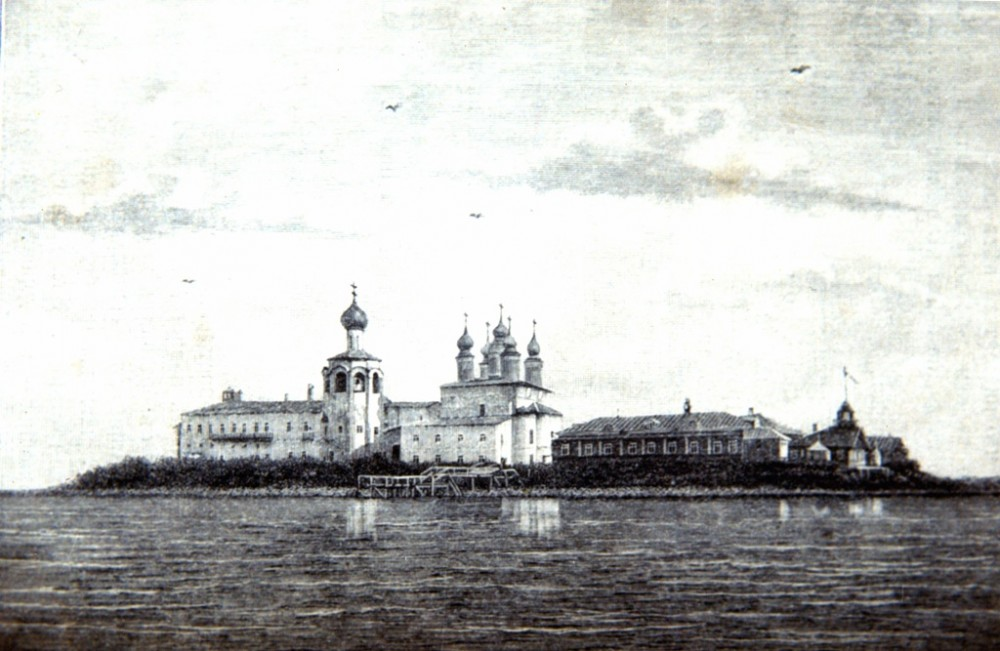
Спасо-Каменный монастырь
(до октябрьского переворота)

В начале января 1799 года Феодор Борисович Бромцев был пострижен в монашество с именем Феоктист, 20 января посвящен в иеродиакона и 16 апреля — в иеромонаха.
В том же апреле Феоктист был определён инспектором и учителем в белорусскую (могилевскую) духовную семинарию. Здесь, оставаясь инспектором и учителем, с июля 1799 по май 1802 года он исполнял ещё должность библиотекаря, с того же июля по 1803 год — должность семинарского комиссара и с 24 июня 1802 года — присутствующего в белорусской консистории.
31 марта 1800 года Феоктист был причислен к соборным иеромонахам Киево-Печерской лавры.

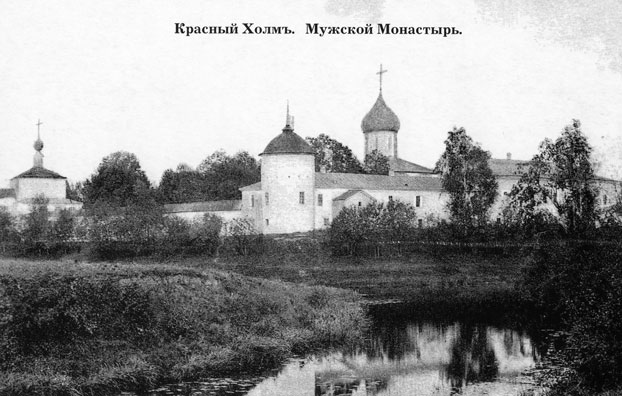
Краснохолмский монастырь
(фотография начала XX века)

Определённый 26 сентября 1804 года архимандритом Спасо-Каменного монастыря на острове Каменном (Кубенское озеро, Вологодская губерния) и префектом и учителем Вологодской духовной семинарии, он 23 января 1805 года был назначен присутствующим вологодской консистории; 5 августа 1809 года — архимандритом Антониева монастыря в километре от города Красный Холм и вскоре за тем ректором Краснохолмского уездного духовного училища.
11 октября 1811 года он уже служил в Твери архимандритом Успенского Отроча монастыря и ректором Тверского уездного духовного училища. 18 сентября 1816 года он был по прошению уволен на покой в Корнилиево-Комельский монастырь, откуда после 1823 года перемещён для пребывания в Спасо-Суморин монастырь, где и скончался 4(16) июня 1831 года.
Его перу принадлежит труд: «Изъяснение соборного послания Святого Апостола Иакова, с краткими нравоучениями», составленный в 1803 году и напечатанный в городе Москве в 1804 году (Сопиков, № 4537).